# KN-772
Tàu KN-205 thuộc biên chế của Chi cục Kiểm ngư Vùng III, Cục Kiểm ngư Việt Nam. Tàu có nhiệm vụ tuần tra, kiểm soát, bảo vệ chủ quyền của Tổ quốc, khảo sát nguồn lợi thủy sản, hỗ trợ ngư dân đánh bắt trên các ngư trường xa bờ; tham gia hoạt động tìm kiếm cứu hộ cứu nạn trên vùng biển Miền Nam Việt Nam, khu vực DK1.